# Estremadura

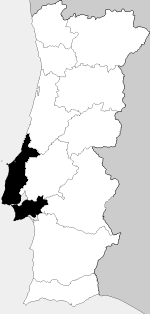
Estremadura

Estremadura (Uitspraak IPA [(ɨ)ʃtɾɨmɐ'ðuɾɐ]) is een historische provincie van Portugal. De provincie ligt langs de Atlantische kust in het midden van het land. De Portugese hoofdstad Lissabon ligt in deze provincie.
Estremadura moet overigens niet verward worden met Extremadura, een gebied in Spanje. De naam van beide gebieden komt voort uit feit dat ze de "extreme" grens van het Christendom vormden tijdens de Reconquista.
Algarve · Alto Alentejo · Baixo Alentejo · Beira Alta · Beira Baixa · Beira Litoral · Douro Litoral · Estremadura · Minho · Ribatejo · Trás-os-Montes e Alto Douro